# Хименко, Андрей Максимович
Андрей Максимович Хименко (7 декабря 1915 — 6 октября 1944) — стрелок 117-го гвардейского стрелкового полка 39-й гвардейской стрелковой дивизии (8-я гвардейская армия, 1-й Белорусский фронт), гвардии красноармеец. Герой Советского Союза (1945).

## Биография
Андрей Максимович Хименко родился 7 декабря 1915 года в селе Елизаветовка (ныне Аккайынский район Северо-Казахстанской области) в крестьянской семье. Национальность — украинец. В 1927 году переехал жить в город Фрунзе, где работал почтальоном и бухгалтером в агентстве «Союзпечать». В РККА с октября 1941 года. Член ВКП(б). Сначала служил в 108-й кавалерийской дивизии, потом в 117-м гвардейском стрелковом полку. Участвовал в освобождении Украины.
Отличился в боях за Магнушевский плацдарм. Стрелок 5-й стрелковой роты 117-го гвардейского стрелкового полка 39-й гвардейской стрелковой дивизии (8-я гвардейская армия, 1-й Белорусский фронт), парторг стрелковой роты гвардии рядовой А. М. Хименко в числе первых 1 августа 1944 года переправился через реку Висла в районе села Магнушев (Польша). Несколько раз первым поднимался в атаку, воодушевляя своим примером других бойцов полка. 2 августа 1944 года в бою за деревню Осембору, после гибели командира, принял командование стрелковой ротой, которая разгромила фашистский гарнизон. В этом бою А. М. Хименко лично уничтожил более 10 солдат и офицеров противника.
Звание Героя Советского Союза присвоено 24 марта 1945 года.
Погиб в бою на Магнушевском плацдарме у села Подосье в Польше 6 октября 1944 года. Похоронен в селе Эдуардов (Польша).

## Награды и звания
- Герой Советского Союза (Указ Президиума Верховного Совета СССР от 24 марта 1945 года):
- орден Ленина,
- медаль «За отвагу»[2][3].

## Память
- Приказом Министра обороны СССР был навечно зачислен в списки 117-го гвардейского мотострелкового полка. Имя Героя носила 4 мотострелковая рота полка.
- Бюст Андрея Хименко был установлен в гарнизонах 39-й гвардейской мотострелковой дивизии в городах Ордруф и Майнинген (Meiningen) (Германия).
- Именем героя красноармейца Хименко названа улица в городе Петропавловск Республики Казахстан.